# Hubneria cuculliae
Hubneria cuculliae là một loài ruồi trong họ Tachinidae.